# Vlada Avramov
Vladimir „Vlada” Avramov (szerbül: Влада Аврамов; Újvidék, 1979. április 5. –) szerb labdarúgókapus. 2018-ban kapusedzőként dolgozott a Brescia csapatánál. 2022 februárjától a Budapest Honvéd szakmai stábjának tagja. 

## Pályafutása

### Klubcsapatokban
Avramov pályafutását szülővárosában, az FK Vojvodina csapatánál kezdte. A 2001–02-es szezonban a Serie B-ben játszó Vicenza Calcio csapatához igazolt. Kezdetben kevesebb, de aztán egyre több lehetőséget kapott, és a harmadik szezonjában már az első számú kapus volt a Vicenzában. A 2005–06-os szezonban a bajnoki rivális Pescara csapatához került kölcsönbe.
2006 nyarán a Serie A-ban érdekelt Fiorentina csapatához igazolt, hogy Sébastien Frey mögött cserekapus legyen. A 2006–07-es szezonra azonban kölcsönadták a Trevisónak. 2008. február 17-én debütált a Serie A-ban, a Catania elleni 2–1-es hazai győzelem 55. percében állt be csereként. A Fiorentina cserekapusaként betöltött négy év után elhagyta a klubot.
2011. július 19-én a Cagliarihoz szerződött. Kezdetben Michael Agazzi mögött védett, a 2013–14-es szezontól kezdve már 23 meccsen szerepelt.
Három év után az Torinóhoz került, de ugyanebben a szezonban kölcsönadták az Atalanta Bergamónak. 2015-től az FC Tokió csapatában játszott.

### A válogatottban
2006. szeptember 2-án, az Azerbajdzsán elleni összecsapás előtt kapta első meghívóját a válogatottba, de 2007. október 21-én debütált Lengyelország elleni mérkőzésen Vladimir Stojković sérülése miatt.

### Edzőként
2018. július 11-től a Brescia kapusedzőjeként tevékenykedett. 2019. május 29-től a Budapest Honvédot segítette 2020. március 19-ig.  2020 augusztusától 2021 januárjáig a török Çaykur Rizespor kapusedzője volt, majd 2022. február 2-től a Budapest Honvédban folytatta edzői pályafutását.

## Magánélete
2015-ben feleségül vette Slavica Ćukteraš szerb énekesnőt, majd 2016-ban egy lány édesapja lett.

## Statisztika

### A szerb válogatottban
| Szerbia |          |     |
| Év      | Mérkőzés | Gól |
| 2007    | 2        | 0   |
| Total   | 2        | 0   |

## Fordítás
- Ez a szócikk részben vagy egészben  a   Vlada Avramov című angol Wikipédia-szócikk ezen változatának fordításán alapul.  Az eredeti cikk szerkesztőit annak laptörténete sorolja fel. Ez a jelzés csupán a megfogalmazás eredetét és a szerzői jogokat jelzi, nem szolgál a cikkben szereplő információk forrásmegjelöléseként.